# 視為
視為（英語：deem），在法律上屬於擬制，對於某種事物的存在與否，依法規認同擬定，使類似事實擴大認定為同一，即使結果與事實相反也不允許舉證推翻。
《布萊克法律詞典》第九版對deem的解釋為：視某物彷彿為他物，或具備本不具備的屬性。當情況需要制定法律擬制，「視為」就是個實用的詞語，它可用於正反兩方面的情況，既可正面地視某物為其實際上不是的事物，亦可反面地視某物不是其實際上是的事物。該詞語應避免用於其它用途，諸如「如果他視為適合」（if he deems fit）、「由於他視為必要」（as he deems necessary）、「本法案的內容不得被視為……」（nothing in this Act shall be deemed to......）等語句可能會因為偏離常用語言而遭到反對，前兩個例子較適合使用「覺得」（thinks）或「認為」（considers），第三個例子較適合使用「解讀」（construed）或「解釋」（interpreted）。

## 外部連結
- 推定、視為、適用、準用、類推適用，傻傻分不清（页面存档备份，存于）